# Мельники (Івано-Франківський район)
Ме́льники — село Тлумацької міської громади Івано-Франківського району Івано-Франківської області.
Відповідно до Розпорядження Кабінету Міністрів України від 12 червня 2020 року № 714-р «Про визначення адміністративних центрів та затвердження територій територіальних громад Івано-Франківської області» увійшло до складу  Тлумацької міської громади.

## Назва
Мельникі - назва походить по версії місцевих країзнавців від того, що на місці сучасного поселення, існувало три млени, які були поставлені в руслі місцевої річки Млинівка

## Населення
Станом на 1930-ті на Мельниках проживало 50 родин.

### Мова
Розподіл населення за рідною мовою за даними перепису 2001 року:
| Мова       | Кількість | Відсоток |
| ---------- | --------- | -------- |
| українська | 273       | 100%     |

## Коротка історія
- Часи Австро-Угорської імперії. Перші відомості про розвиток села Мельники подані у монографії Миколи Тимчука "Історія села Грушка.Обпалена земля". Автор подає дані, що станом на 19 ст. в поселенні Мельники був фільварок роду Букоємських та Ерембродів з Букачів, який знаходився на вулиці Руда і складав 500 моргів поля.
- Часи ЗУНР. В часи ЗУНР та міжвоєнної Польщі  Макух Іван займався реорганізацією земельного фонду села. Протягом 22 січня 1919-20 грудня 1919 село складі автономії ЗО УНР. Після того, як 20 грудня президент ЗУНР зібрав Уряд ЗУНР і скасував, акт злуки відтак село Мельники ставали формально населеним пунктом ЗУНР відновленої незалежної держави.
- Польська Республіка. У 1934—1939 рр. село входило до об’єднаної сільської ґміни Тарновиця Пільна Тлумацького повіту, в той час коли Грушка, з якою часто пов'язують Мелькики були приєднані до об'єднаної сільської ґміни Хоцімєж Тлумацького повіту.Поблизу річки Млинівка в пониззі вулиці Став і в напрямку села Грушка ішла мала залізнична дорога до шинку євреїв. Сполучалось заради транспортування продукції з Тлумча в Грушки. Ліквудвали дорогу після радянської окупації в 1944 році. Оскільки внаслідок Холокосту були знищені всі євреїв в Тлумачі і Грушці, та припинилось функціонування приватних закладів торгівлі у вищезгаданих населених пунктах.

- Друга світова війна 1939-1945 рр. В часи Другої світової війни на території села велися бойові дії. В урочищі Видниця затонов німецький танк, який потонув в болотистій місцевості, про долю екіпажу нічого не відомо. Поблизу того місця було вбито людей у 1944 р, які втікали від бойових дій.

- Радянська період.  Радянські репресії в с.Мельники включали боротьбу з релігійними спорудами в кінці 40х рр. було знищено стародавню капличку збудовану в 19-му ст. Нині на місці зруйнованої стоїть освячений хрест, ведуться розмови про відновлення культової споруди.

В радянський період було збудовано медпункт та колгосп ім.Карла Маркса, який функціонував до середини 90-х рр. ХХ-го ст. Колгосп вклював у свій склад дві будівлі для ВРХ та коней, дві комори з запасами зернового корму, одну будівлю з запасами різних видів кормів для тварин, водонапірну вишку.
Підпільне життя складалось із діяльності забороненої в УРСР Української Греко-Католицької Церкви. Велику роль в розповсюдженні релігійної літератури та допомозі в літургійному служінні підпільних священників відіграв учасник бою в Олеському лісі, дяк УГКЦ Михайло Шкромида та його донька Марія Шкромида, саме вона після спроби ув'язнення її батька, займалась перевезенням та розповсюдженням церковної літератури зі Львова до Тлумача, с.Мельники та с.Грушка. Про це у своїх спогадах "Будівничий віри" залишив згадку Архієпископ Тернопільсько-Зборівський Василь Семенюк, який часто відвідував Мельники та таємно здійснював Богослужіння.
В часи незалежності України колгосп було технічно ліквідовано. Земельні наділи колгоспної власності було розділено між жителями населеного пункту.

## Сьогодення
В 20-ті рр. XXI-го ст. розвиток с.Мельники загальмувався. Для населеного пункту характерні риси еміграції жителів до великих міст на закордон. В селі діє риболовецький комплекс "Мельницькі ставки" та аграрна компанія з німецьким беніфеціаром "Штерн агро".
Внаслідок спалаху коронавірусної хвороби 2019 декілька жителів померло. Під час російсько-української війни 2022 року с.Мельники прихистило тимчасово переміщених осіб.

## Розташування
Село розташоване поблизу міста Тлумач всього за 5 км. від окраїн міста.
Сусідні населені пункти, з заходу Тлумач, схід Грушка, північ Тарасівка, південь Королівка. Північні межі Мельник перетинаються автомобільною трасою Івано-Франківськ-Городенка. Східні межі закінчуються на межі вулиці Шкромиди-Кашуби с.Грушка, та кладовища Букоємських.
Південні межі закінчуються на межі з селом Королівка, західні межі перетинаються з хутором Кадоба та містом Тлумач.
Тлумач і Мельники розділяє хутір Коропецьки. До Мельник веде дорога з траси Тлумач-Городенка де знаходиться автобусна зупинка "Могила".

## Релігія
До 2010 року, у селі Мельникі не існувало власного храму. Релігійне життя селища зосереджувалось біля в центрі села.
- отець Дмитро Лисий 1914-1944
- отець Дмитро Урсинович 1944-1945[4]
- отець Павло (Васили)
- отець Ігор Плетенчу 1990-2015
- отець Михайло Халабарчу 2015-2017
- отець Тарас з 2017

Починаючи від заснування села, місцеві відвідували богослужіння в селі Грушка та місті Тлумач. 5 грудня 2012 р. в с.Грушка було споруджено спільний храм для греко-католиків, жителів Грушки та Мельник. Чин освячення звершив Преосвященний Миколай (Сімкайло), єпарх Коломийсько-Чернівецький, при участі декана Тлумацького о. мітрата Павла Дутчака і духовенства деканату.
2010 місцеве приміщення медпункту переформатовано під церкву (Святого Миколая), до 2018 входили під юристикцію УАПЦ після Об'єднавчого собору перейшли в структуру ПЦУ, з 2010 обслуговують власну церкву.
Настоятелі:
- мит. прот. о.Дмитро Недільчак (1993-2012)
- прот. о.Ігор Слободян з 2012.

## Відомі люди

### Народились та проживали
- Калинюк Михайло Васильович — кандидат фізико-математичних наук

### Відвідували
- Василь Семенюк  — єпископ Тернопільсько-Зборівської єпархії УГКЦ, проводив в часи радянської окупації релігійну діяльність в селі.
- Павло (Василик) — єпископ Коломийсько-Чернівецький УГКЦ

| Україна | Це незавершена стаття з географії України. Ви можете допомогти проєкту, виправивши або дописавши її. |

1. ↑  Кабінет Міністрів України - Про визначення адміністративних центрів та затвердження територій територіальних громад Івано-Франківської області. www.kmu.gov.ua (ua) . Архів оригіналу за 12 листопада 2021. Процитовано 12 листопада 2021.
2. ↑  Тимчук (1993). Обпалена земля. Злагода.
3. ↑  Рідні мови в об'єднаних територіальних громадах України — Український центр суспільних даних
4. ↑  Wołyńska, Zbrodnia. Ursynowicz Dymitr. Zbrodnia Wołyńska (пол.). Процитовано 24 травня 2024.